# Ferques
Ferques település Franciaországban, Pas-de-Calais megyében. Lakosainak száma 1788 fő (2022. január 1.). Ferques Landrethun-le-Nord, Leubringhen, Leulinghen-Bernes, Marquise, Rety, Rinxent, Caffiers és Fiennes községekkel határos.

## Népesség
A település népességének változása:
| Lakosok száma | 1840 | 1814 | 1820 | 1802 | 1785 | 1768 | 1751 | 1752 | 1788 |
|               | 2013 | 2015 | 2016 | 2017 | 2018 | 2019 | 2020 | 2021 | 2022 |